# Adventure race
Adventure race er en konkurrence, der kombinerer to eller flere udholdenhedsdiscipliner, typisk med orienteringsløb eller navigation som et gennemgående element og i øvrigt med f.eks. terrænløb, mountain bikeløb, kajakroning eller klatring. Et adventure race kan have forskellig længde, typisk mellem nogle timer og mere end en uge. Holdene vælger selv, hvornår(/om) de holder pause, og pausetiden tæller med i den samlede tidsopgørelse.    
Tidligere var det et krav, at begge køn skulle være repræsenteret i hvert hold, men en del adventure races har ikke længere dette krav.
| Sport | Spire Denne artikel om sport er en spire som bør udbygges. Du er velkommen til at hjælpe Wikipedia ved at udvide den. |